# Семантика (інформатика)
Семантика в теорії програмування — розділ, що вивчає математичне значення мови програмування та моделі обчислень. Формальна семантика мови задається математичною моделлю, яка описує обчислення можливі в мові.

## Основні види
- Денотаційна семантика
- Аксіоматична семантика
- Конотативна семантика (операційна)

## Загальний сенс
Семантика мови — це смислове значення слів. У програмуванні — значення операторів, основних конструкцій мови і т. ін.
Наприклад:
```
Перший код: 
i = 0; while (i <5) {i ++;} 

Другий код: 
i = 0; do {i ++;} while (i <= 4);
```

Логічно ці два фрагменти коду виконують одне і те ж, результати їх роботи ідентичні. Водночас семантично це два різні цикли. Так само результати опрацювання тегів HTML:
```
<i> текст </ i> 

<em> текст </ em>
```

виглядають на сторінці однаково, але семантично перший тег — це виділення курсивом, а другий — логічне виділення (браузери виводять курсивом).